# Barabasz (film 2012)
Barabasz (ang. Barabbas, wł. Barabba) − telewizyjny film biblijny produkcji włosko-amerykańskiej z 2012 roku w reżyserii Rogera Younga.
Scenariusz inspirowany powieścią Pära Lagerkvista pod tym samym tytułem, opowiada historię buntownika i rozbójnika Barabasza w okresie poprzedzającym oraz po męczeńskiej śmierci Jezusa Chrystusa. 
Premiera filmu odbyła się podczas Roma Fiction Fest 2012.

## Obsada
- Billy Zane – Barabasz
- Cristiana Capotondi – Estera
- Filippo Nigro – Poncjusz Piłat
- Paolo Seganti – Waleriusz Flakkus
- Anna Valle – Klaudia Prokula
- Tommaso Ramenghi – Dan
- Christo Szopow – Kedar
- Marco Foschi – Jezus
- Luca Fiamenghi – Marek Ewangelista
- Maria Cristina Heller – Samira
- Franco Castellano – Piotr Apostoł
- Giampiero Judica – Jezer
- Valentina Carnelutti – Maria z Nazaretu
- Matteo Branciamore – Judasz Iskariota
- Diego D'Elia – Sahak
- Lorenzo Balducci – Łazarz
- Alessandra Costanzo – Tamara
- Luigi Di Fiore – Druzus Pollion
- Iaon Gunn – Elon
- Kai Portman – naczelnik kopalni
- Nicola Sorrenti – Licyniusz
- Roberto Zorzut – rabbi Abiram
- Dante Biagioni – Kajfasz (głos)